# Placentia (Californie)
Pour la ville canadienne, voir Placentia.
La municipalité de Placentia (en anglais [pləˈsɛnʃə]) est située dans le comté d’Orange, dans l’État de Californie, aux États-Unis. Sa population s’élevait à 50 533 habitants lors du recensement de 2010, estimée à 52 157 habitants en 2017.

## Démographie
| 1930  | 1940  | 1950  | 1960  | 1970   | 1980   |
| ----- | ----- | ----- | ----- | ------ | ------ |
| 1 606 | 1 472 | 1 682 | 5 861 | 21 948 | 35 041 |

| 1990   | 2000   | 2010   | - | - | - |
| ------ | ------ | ------ | - | - | - |
| 41 259 | 46 488 | 50 533 | - | - | - |

## Jumelages
Plasencia (Espagne)

## Source
- (en) Cet article est partiellement ou en totalité issu de l’article de Wikipédia en anglais intitulé « Placentia, California » (voir la liste des auteurs).

1. ↑  « Statistiques des États-Unis - Californie - Profils des communautés de 2010 » (consulté en novembre 2020)